# Priotelus
Priotelus é um gênero de aves da família Trogonidae.
As seguintes espécies são reconhecidas:
- Priotelus temnurus (Temminck, 1825)
- Priotelus roseigaster (Vieillot, 1817)